# Queijada
Queijada é uma povoação portuguesa do Município de Ponte de Lima que foi sede da extinta Freguesia de Queijada, freguesia que tinha 2,90 km² de área e 274 habitantes (2011), e, por isso, uma densidade populacional de 94,5 hab/km². 
A Freguesia de Queijada foi extinta (agregada) pela última Reorganização administrativa do território das freguesias, de acordo com a Lei nº 11-A/2013 de 28 de Janeiro, tendo o seu território sido agregado ao da Freguesia de Fornelos para constituir a Freguesia de Fornelos e Queijada com sede em Fornelos.
Constituía, até ao início do século XIX, o couto de Queijada e Boalhosa. Conjuntamente com Boalhosa, constituíram um couto da Ordem do Hospital de São João de Jerusalém, de Rodes e de Malta, ou, simplesmente, da Ordem de Malta, como é hoje mais conhecida esta antiquíssima Ordem Religiosa e Militar. Razão pela qual os respectivos brasões autárquicos ostentam a cruz da Ordem de Malta.

## População
| População da freguesia de Queijada | População da freguesia de Queijada | População da freguesia de Queijada | População da freguesia de Queijada | População da freguesia de Queijada | População da freguesia de Queijada | População da freguesia de Queijada | População da freguesia de Queijada | População da freguesia de Queijada | População da freguesia de Queijada | População da freguesia de Queijada | População da freguesia de Queijada | População da freguesia de Queijada | População da freguesia de Queijada | População da freguesia de Queijada |
| ---------------------------------- | ---------------------------------- | ---------------------------------- | ---------------------------------- | ---------------------------------- | ---------------------------------- | ---------------------------------- | ---------------------------------- | ---------------------------------- | ---------------------------------- | ---------------------------------- | ---------------------------------- | ---------------------------------- | ---------------------------------- | ---------------------------------- |
| 1864                               | 1878                               | 1890                               | 1900                               | 1911                               | 1920                               | 1930                               | 1940                               | 1950                               | 1960                               | 1970                               | 1981                               | 1991                               | 2001                               | 2011                               |
| 244                                | 187                                | 196                                | 211                                | 217                                | 248                                | 248                                | 286                                | 279                                | 289                                | 308                                | 320                                | 344                                | 328                                | 274                                |

| Distribuição da População por Grupos Etários | Distribuição da População por Grupos Etários | Distribuição da População por Grupos Etários | Distribuição da População por Grupos Etários | Distribuição da População por Grupos Etários | Distribuição da População por Grupos Etários | Distribuição da População por Grupos Etários | Distribuição da População por Grupos Etários | Distribuição da População por Grupos Etários | Distribuição da População por Grupos Etários |
| -------------------------------------------- | -------------------------------------------- | -------------------------------------------- | -------------------------------------------- | -------------------------------------------- | -------------------------------------------- | -------------------------------------------- | -------------------------------------------- | -------------------------------------------- | -------------------------------------------- |
| Ano                                          | 0-14 Anos                                    | 15-24 Anos                                   | 25-64 Anos                                   | > 65 Anos                                    |                                              | 0-14 Anos                                    | 15-24 Anos                                   | 25-64 Anos                                   | > 65 Anos                                    |
| 2001                                         | 45                                           | 68                                           | 154                                          | 61                                           |                                              | 13,7%                                        | 20,7%                                        | 47,0%                                        | 18,6%                                        |
| 2011                                         | 49                                           | 30                                           | 147                                          | 48                                           |                                              | 17,9%                                        | 10,9%                                        | 53,6%                                        | 17,5%                                        |

## Património
- Igreja de São João Baptista de Queijada